# Марія Кароліна (ерцгерцогиня)
Марія Кароліна (нім. Maria Carolina Ernestina Antonia Johanna Josepha; 12 січня 1740, Відень — 25 січня 1741, там само) — третя дитина й дочка Марії-Терезії Австрійської та Франца I.

## Життєпис
Марія Кароліна народилася 12 січня 1740 року в Палаці Шенбрунн у Відні.
Її народження було розчаруванням, тому що всі сподівалися, що третя вагітність Марії-Терезії Австрійської принесе так необхідного спадкоємця для Габсбургів. Дитина була похрещена в день її народження. Вісім місяців по тому, 20 жовтня 1740, її дід, імператор Карл VI, помер, а мати успадкувала австрійські та чеські землі, і з цього почалася війна за австрійську спадщину.
Марія Кароліна тяжко захворіла 24 січня 1741 й померла наступного дня. Схоже, вона померла від натуральної віспи, проте розтин дівчати не зміг встановити точну причину її смерті. Вона була похована в Імператорському склепі у Відні.